# Ulf Söderman
Ulf Söderman, född 1963, är en svensk före detta friidrottare (sprinter och häcklöpare). Han tävlade för IK Hakarpspojkarna och Malmö AI. 
Vid  VM i Rom 1987 deltog han i korta häcken men blev utslagen i försöken. Hans personbästa på 110 meter häck är 13,78 satt vid Universiaden i Duisburg 1989.